# Грамада
Грама́да (болг. Грамада) — місто в Видинській області Болгарії. Адміністративний центр громади Грамада.

## Населення
За даними перепису населення 2011 року у місті проживали 1454 особи.
Національний склад населення міста:
| Національність   | Кількість осіб | Відсоток |
| ---------------- | -------------- | -------- |
| болгари          | 1402           | 97,7%    |
| цигани           | 25             | 1,7%     |
| турки            | 0              | 0%       |
| Всього відповіли | 1435           |          |

Розподіл населення за віком у 2011 році:
Динаміка населення: